# Канцероматоз
Карциноматоз (carcinomatosis; карцинома (основа carcinomat-) + -о) — множественные метастазы в серозных оболочках или паренхиме органов, вызванные наличием в организме больного злокачественного новообразования. Перитонеальный карциноматоз — распространение опухолевых клеток по брюшной полости посредством кровотока и лимфотока.

## Примеры употребления термина
- Карциноматоз брюшины
- Карциноматоз плевры
- Лептоменингеальный канцероматоз

## Клиническая картина
Карциноматоз серозных оболочек как правило сопровождается обильным выпотом в соответствующую серозную полость.
Интраоперационно выглядит как просовидные включения в серозной оболочке, которые могут сливаться и образовывать более крупные опухоли.
- Формирование карциноматоза брюшной полости характерно для многих видов рака пищеварительной системы (рак желудка, рак толстой и прямой кишки), однако наиболее характерно — для рака яичников.
- Формирование карциноматоза плевральной полости наиболее характерно для мезотелиомы плевры, рака лёгких, рака молочной железы. Однако данное состояние может быть обусловлено любой опухолью способной метастазировать в лёгкие и плевру.

## Лечение
Лечение проводится как хирургическим методом, так и химиотерапией.